# William E. Moerner
William Esco Moerner (født 24. juni 1953 i Pleasanton) er en amerikansk fysisk kemiker og kemisk fysiker, som også arbejder med biofysik og kortlægning af enkelt molekyler. Han krediteret som værende den første optiske detektion og spektroskopi af et enkelt molekyle i kondeseret fase sammen med sin postdoc, Lothar Kador. Optiske studier af enkelte molekyler er senere blevet en almindelige at bruge ved eksperimenter med enkelte molekyler i kemi, fysik og biologi. I 2014 modtog han Nobelprisen i kemi sammen med Stefan Hell og Eric Betzig for "udviklingen af fluorescensmikroskopi med høj opløsning".